# Ektomorf (musikgrupp)
Ektomorf är ett metalband från Ungern.

## Biografi
Ektomorf bildades år 1994 i den lilla staden Mezőkovácsháza, Ungern, nära den rumänska gränsen, av Zoltán "Zoli" Farkas som i nuläget är den enda kvar av bandets originaluppsättning. Resterande medlemmar består av Michael Rank (gitarr), Szabolcs Murvai (basgitarr) och Robi Jaksa (trummor). Ektomorfs genombrott kom när de började samarbeta med danske producenten Tue Madsen år 2003.
Bandet har blivit kritiserat för att låta för likt både Sepultura och Soulfly.

## Medlemmar
Nuvarande medlemmar
- Zoltán Farkas – sång, gitarr (1994–)
- Szebasztián Simon – sologitarr (2017–)
- Csaba Zahorán – basgitarr (2018–)
- Dániel Szabó – trummor (2017–)

Före detta medlemmar
- Csaba Farkas – basgitarr (1994–2008)
- Csaba Ternován – trummor (1994–1998)
- Mihály Janó – gitarr (1994–1997,1998—2000)
- Béla Marksteiner – gitarr (1997–1998)
- József Szakács – trummor (1998–2009)
- László Kovács – gitarr (2000–2002)
- Tamás Schrottner – gitarr (2003–2011, 2012–2017)
- Gergely Homonnai – trummor (2009)
- Gergely Tarin – trummor (2009–2011)
- Szabolcs Murvai – basgitarr (2009–2017)
- Michael Rank – gitarr (2010–2012)
- Robert "Robi" Jaksa – trummor (2011–2017)
- Attila Asztalos – basgitarr (2017–2018)

## Diskografi
Studioalbum
- Kalyi Jag (2000)
- I Scream Up To The Sky (2002)
- Destroy (2004)
- Instinct (2005)
- Outcast (2006)
- What Doesn't Kill Me... (2009)
- Redemption (2010)
- The Acoustic (2012)
- Black Flag (2012)
- Retribution (2014)
- Aggressor (2015)
- Fury (2018)

Demo
- Hangok (1996)
- Romok alatt (1997)
- Ektomorf (1998)

EP
- The Gipsy Way (2010)

Livealbum
- Live And Raw: You Get What You Give (CD+DVD) (2006)

### Musikvideor
- "A Romok Alatt"
- "Nem Engedem"
- "Testvérdal (Brothersong)"
- "I Know Them"
- "Destroy"
- "Set Me Free"
- "Show Your Fist"
- "Outcast"
- "I Choke"
- "It's Up To You"
- "Last Fight"
- "Sea Of My Misery"
- "The One"
- "To Smoulder"
- "Unscarred"
- "Black Flag"
- "Numb And Sick"